# ゾーネ
ゾーネ（伊: Zone）は、イタリア共和国ロンバルディア州ブレシア県にある、人口約1,000人の基礎自治体（コムーネ）。

## 地理

### 位置・広がり

#### 隣接コムーネ
隣接するコムーネは以下の通り。
- マルケーノ
- マローネ
- ピゾーニェ
- タヴェルノレ・スル・メッラ

### 気候分類・地震分類
気候分類では、zona F, 3251 GGに分類される。
また、イタリアの地震リスク階級 (it) では、zona 3 (sismicità bassa) に分類される
。

## 行政

### 分離集落
ゾーネには、以下の分離集落（フラツィオーネ）がある。
- Cislano, Cusato Sant'Antonio

### 山岳部共同体
広域行政組織である山岳部共同体「セビーノ・ブレシャーノ山岳部共同体」 (it:Comunità montana del Sebino Bresciano) （事務所所在地: サーレ・マラジーノ）を構成するコムーネである。